# デザートフラワー (競走馬)
デザートフラワー（Desert Flower）は、アイルランド生産・イギリス調教の競走馬である。主な勝ち鞍は2024年のフィリーズマイル、2025年の1000ギニーステークス。

## 戦績

### 2歳（2024年）
7月13日のニューマーケット競馬場の未勝利戦をウィリアム・ビュイックを背に初勝利を挙げた。続いて8月3日のニューマーケット競馬場をビリー・ロックネインを背に連勝とした。
9月12日のメイヒルステークスでは鞍上をウィリアムに戻して出走。9頭立てのなか4番手のところを追走して、残り2ハロンのところで仕掛ける。先行勢を交わして先頭に立つと、追い上げるジャニュアリーの追撃も振り切って1馬身半差で勝利。デビューから無敗の3連勝でグループ競走初制覇を果たした。
10月11日のフィリーズマイルでは単勝オッズ1.9倍の1番人気の支持を受けて出走。好発馬を決めるも3番手に控えて競馬を進め、ジェニュアリーと並ぶような形で好位を追走。残り3ハロン辺りから動き始めて先頭に立つと、ジェニュアリーをあっさり突き放して5馬身差半の圧勝。無傷の4連勝でG1初制覇を果たした。

### 3歳（2025年）
始動戦となった5月4日の1000ギニーステークスでは好スタートからハナを奪うと直線でも脚色は衰えず、最後は好位から脚を伸ばしてきたフライトの追撃を1馬身差で振り切りG1競走2勝目を飾った。
その後は無敗二冠を狙って6月6日のオークスステークスに出走。4番手での追走からタッテナムコーナーで鞍上に追われるも伸びあぐねて、ミニーホークとワールの一騎打ちから4馬身離された3着に敗れて初黒星となった。

## 血統表
| デザートフラワーの血統        | デザートフラワーの血統                     | デザートフラワーの血統                     | （血統表の出典）                           | （血統表の出典） |
| 父系                          | ミスタープロスペクター系                   | ミスタープロスペクター系                   | ミスタープロスペクター系                   | [ § 2 ]          |
| 父 Night of Thunder 栗毛 2011 | 父の父Dubawi 鹿毛 2002                     | Dubai Millennium                           | Seeking the Gold                           | Seeking the Gold |
| 父 Night of Thunder 栗毛 2011 | 父の父Dubawi 鹿毛 2002                     | Dubai Millennium                           | Colorado Dancer                            |                  |
| 父 Night of Thunder 栗毛 2011 | 父の父Dubawi 鹿毛 2002                     | Zomaradah                                  | Deploy                                     | Deploy           |
| 父 Night of Thunder 栗毛 2011 | 父の父Dubawi 鹿毛 2002                     | Zomaradah                                  | Jawaher                                    |                  |
| 父 Night of Thunder 栗毛 2011 | 父の母Forest Storm 栗毛 2006               | Galileo                                    | Sadler's Wells                             | Sadler's Wells   |
| 父 Night of Thunder 栗毛 2011 | 父の母Forest Storm 栗毛 2006               | Galileo                                    | Urban Sea                                  |                  |
| 父 Night of Thunder 栗毛 2011 | 父の母Forest Storm 栗毛 2006               | Quiet Storm                                | Desert Prince                              | Desert Prince    |
| 父 Night of Thunder 栗毛 2011 | 父の母Forest Storm 栗毛 2006               | Quiet Storm                                | Hertford Castle                            |                  |
| 母 Promising Run 鹿毛 2013    | 母の父*ハードスパン 鹿毛 2004              | Danzig                                     | Northern Dancer                            | Northern Dancer  |
| 母 Promising Run 鹿毛 2013    | 母の父*ハードスパン 鹿毛 2004              | Danzig                                     | Pas de Nom                                 |                  |
| 母 Promising Run 鹿毛 2013    | 母の父*ハードスパン 鹿毛 2004              | Turkish Tryst                              | Turkoman                                   | Turkoman         |
| 母 Promising Run 鹿毛 2013    | 母の父*ハードスパン 鹿毛 2004              | Turkish Tryst                              | Darbyvail                                  |                  |
| 母 Promising Run 鹿毛 2013    | 母の母Aviacion 鹿毛 1998                   | Know Heights                               | Shirley Heights                            | Shirley Heights  |
| 母 Promising Run 鹿毛 2013    | 母の母Aviacion 鹿毛 1998                   | Know Heights                               | Unknown Lady                               |                  |
| 母 Promising Run 鹿毛 2013    | 母の母Aviacion 鹿毛 1998                   | Arbulus                                    | Liloy                                      | Liloy            |
| 母 Promising Run 鹿毛 2013    | 母の母Aviacion 鹿毛 1998                   | Arbulus                                    | Buck the Tide                              |                  |
| 母系(F-No.)                   | Orville Mare(FN:2-S)                       | Orville Mare(FN:2-S)                       | Orville Mare(FN:2-S)                       | [ § 3 ]          |
| 5代内の近親交配               | Northern Dancer：5×4、Shirley Heights：5×4 | Northern Dancer：5×4、Shirley Heights：5×4 | Northern Dancer：5×4、Shirley Heights：5×4 | [ § 4 ]          |
| 出典                          | 1. 2. 3. 4.                                | 1. 2. 3. 4.                                | 1. 2. 3. 4.                                | 1. 2. 3. 4.      |

- 半兄のアーブラン（父ドバウィ）は英G3ソラリオステークスの勝ち馬[4]。
- 5代母Swanseaの全兄にSir Gaylord、半弟にSecretariatがいる。そのほかの近親はサムシングロイヤル#主なファミリーラインを参照。